# 메이드 인 홍콩 (영화)
《메이드 인 홍콩》(香港製造, Made In Hong Kong)은 홍콩에서 제작된 프룻 첸 감독의 1997년 드라마, 멜로/로맨스, 범죄 영화이다. 이찬삼 등이 주연으로 출연하였다.
1998 홍콩 영화상에서 Best Picture Award를 수상했으며 그 외에 13개의 다른 수상 및 6개상 지명을 받았다. 71회 아카데미상에서 외국어 영화상에 출품작으로 선정되었으나 후보에 오르지는 못했다.

## 출연

### 주연
- 이찬삼

## 기타
- 출품인: 유덕화
- 미술: 마가군
- 의상: 전목